# Локерен (футбольный клуб)
«Ло́керен» — бывший бельгийский футбольный клуб из одноимённого города. Клуб появился в результате слияния клубов «Koninklijke Sint-Niklase Sportkring Excelsior» и «Koninklijke Sporting Club Lokeren» в 2000 году. Расформирован 20 апреля 2020 года.

## Достижения
- Серебряный призёр чемпионата Бельгии: 1980/81
- Победитель второго дивизиона Бельгии: 1996
- Победитель кубка Бельгии: 2011/12, 2013/14
- Финалист кубка Бельгии: 1981